# Джон Діксон Карр
Джон Діксон Карр (англ. John Dickson Carr; 30 листопада 1906 — 27 лютого, 1977) — американський письменник, автор детективних романів. Також публікувався під псевдонімами «Картер Діксон», «Карр Діксон» і «Роджер Фейрберн». Його справедливо вважають одним з найкращих представників «золотої доби детектива», поряд з Агатою Крісті, Г. К. Честертоном, Гастоном Леру та іншими. На творчу манеру Карра вплинуло його захоплення Артуром Конан Дойлем, Гастоном Леру і Честертоном.
Джон Діксон Карр вважається найбільшим в історії фахівцем детектива зі вбивств у закритій кімнаті, як називали їх критики, посилаючись на знамениту «лекцію про замкнену кімнату» в романі «Людина-привид»: жертва заходить у порожнє приміщення із закритими дверима, де потім таємничим чином виявляється його (або її) труп — як це, наприклад, відбувається у «Вбивстві в музеї воскових фігур». Сам письменник визначав детектив як «вправу для людської кмітливості, пастку і подвійний капкан, гру, в яку з глави в главу автор грає проти читача». «Те, що ми охоче читаємо вигадані детективні історії, — писав він, — здебільшого виникає з нашої любові до неймовірного».

## Біографія
Шотландець за походженням, Джон Діксон Карр народився 30 листопада 1906 року в Юніонтауні, штат Пенсільванія (США), у сім'ї успішного юриста й політичного діяча. Він вступив в одну з вищих шкіл Пенсильванії — The Hill School, де виявив себе доволі пересічним студентом. У віці двадцяти одного року Карр відправився в Париж і вступив до університету Сорбонни. Там же він написав свій перший детективний роман «Ті, що блукають по ночах», у якому вперше з'явився паризький поліцейський Анрі Бенколін, який став одним із серійних персонажів Карра. У 1931 році письменник одружився з англійкою Клариссою Клевіс і влаштувався в Англії.
У 1933 році Карр написав роман «Відьмине лігво», в якому представив читачам свого найзнаменитішого героя професора-лексикографа доктора Гідеона Фелла. Зовнішність університетського сищика-аматора списана, за визнанням самого письменника, з Гілберта Честертона — іншого корифея детективного жанру, з яким Карр був знайомий особисто. У наступних роботах з'явився ще один серійний персонаж детективів Карра — Сер Генрі Мерівелл, комічний товстун, прототипом якого послужив сер Вінстон Черчилль. Романи цієї серії публікувалися під псевдонімом Картер Діксон. Багато романів цієї серії вважаються найкращими у творчості Карра, особливо знаменитий роман «Вікно Юди» (The Judas Window), написаний у 1938 році.
У 1936 році Карр вступив у Детективний клуб. Протягом кількох років він був автором програми BBC «Побачення зі смертю». Ця передача стала прообразом багатьох відомих у майбутньому телесеріалів. Під час війни Карр працював на радіо у відділі пропаганди.
У 1948 році Карр повернувся до США, але прожив там всього кілька років, після чого знову повернувся до Англії. Письменникові була надана честь написати біографію Артура Конан Дойля, яка побачила світ у 1949 році.
Після 1950 року Карр створив десять історичних детективних романів, у яких поряд з вигаданими діють цілком реальні особи того часу як персонажі. Дія багатьох романів Карра відбувається в далекому або ж не настільки віддаленому минулому. «Диявол в оксамиті» переносить читача в XVII століття — в період реставрації монархії Стюартів, «Біснуваті» — в Англію XVIII століття, романи «Вогонь, гори!», «Скандал у Хай-Чімніз» і «Відьма відпливу» оповідають про діяльність Скотланд-Ярду в XIX столітті і на початку XX століття, в епізодах «Вбивств Червоної Вдовиці» оживають моторошні сцени якобінського терору у Франції.
У 1954 році вийшла у світ збірка про Шерлока Холмса «Подвиги Шерлока Холмса» (The Exploits of Sherlock Holmes), написана у співавторстві з молодшим сином Артура Конан Дойла — Адріаном. У 1960-ті роки Карр жив у Марокко, потім знову в США. Письменник помер 27 лютого 1977 року.

## Романи
- 1933 Відьмине лігво (Hag's Nook)
- 1933 Загадка божевільного капелюшника (The Mad Hatter Mystery)
- 1934 Полювання на цирульника (The Blind Barber)
- 1934 Вісімка мечів (The Eight Of Swords)
- 1935 Годинники смерті (Death-Watch)
- 1935 Людина-привид (Hollow Man) [Назва роману в США: Три труни (The Three Coffins)]
- 1936 Вбивство арабських ночей (The Arabian Nights Murder)
- 1938 Розбудити смерть (To Wake The Dead)
- 1938 Зігнута петля (The Crooked Hinge)
- 1939 Темні окуляри (The Black Spectacles) [Назва в США: The Problem Of The Green Capsule]
- 1939 Клітка для простака (The Problem Of The Wire Cage)
- 1940 Людина без страху (The Man Who Could Not Shudder)
- 1941 Справа про постійні самогубства (The Case of the Constant Suicides)
- 1942 Гра в кішки-мишки (The Seat Of The Scornful) [Назва книги в США: Death Turns The Tables]
- 1944 Поки смерть не розлучить нас (Till Death Do Us Part)
- 1946 Зловісний шепіт (He Who Whispers)
- 1947 Сплячий сфінкс (The Sleeping Sphinx)
- 1949 Поза підозрою (Below Suspicion) [другий головний герой — Патрік Батлер]
- 1958 Стук мерця (The Dead Man's Knock)
- 1960 На зло громам (In Spite Of Thunder)
- 1965 Будинок на лікті сатани (The House At Satan's Elbow)
- 1966 Паніка в ложі В (Panic In Box)
- 1967 Темний бік місяця (Dark Of The Moon)

## Видання українською мовою
- Безтілесна людина: Роман / Д. Д. Карр; пер. з англ.: А. Євса. — Київ: Молодь, 1991. — 175 с.